# Ivan Simonsson
Ivan Bertil Simonsson, född 26 januari 1924 i Strömstad, död 30 mars 2002 i Strömstad, var en svensk roddare. Han tävlade för Strömstads RK.
Simonsson tävlade i åtta med styrman för Sverige vid olympiska sommarspelen 1952 i Helsingfors.